# Помбал (Параиба)
Помбал (порт. Pombal) — муниципалитет в Бразилии, входит в штат Параиба. Составная часть мезорегиона Сертан штата Параиба. Входит в экономико-статистический микрорегион Соза. 
Население составляет 33 212 человек на 2006 год.
Занимает площадь 888,811 км². Плотность населения — 37,4 чел./км².

## История
Город основан 21 июля 1862 года.

## Статистика
- Валовой внутренний продукт на 2003 год составляет 80 309 885,00 реалов (данные: Бразильский институт географии и статистики).
- Валовой внутренний продукт на душу населения на 2003 год составляет 2460,85 реалов (данные: Бразильский институт географии и статистики).
- Индекс развития человеческого потенциала на 2000 год составляет 0,661 (данные: Программа развития ООН).